# Costa Rica aux Jeux olympiques d'été de 1936
Le Costa Rica participe aux Jeux olympiques d'été de 1936 qui se déroulent du 1er au 16 août 1936 à Berlin en Allemagne. Il s'agit de sa première participation à des Jeux d'été. La délégation est représentée par un athlète en escrime, Bernardo de la Guardia. Quatre ans plus tôt, en 1932, de la Guardia avait réussi à assister aux Jeux olympiques de Los Angeles, mais la demande avait été rejetée car au Costa Rica, aucun comité national olympique ne l'avait approuvée.
Le Costa Rica fait partie des pays qui ne remportent pas de médaille au cours de cet évènement sportif.

## Escrime
Hommes
- Sabre : Bernardo de la Guardia, éliminé dès les qualification dans la poule 7 (1 victoire, 5 défaite)[2]